# Жан де Фуа-Кандаль
Жан де Фуа (фр. Jean de Foix; ок. 1425 — 1485) — с 1461 года капталь де Бюш, виконт де Кастильон и де Мейль, граф де Бенож, в 1446—1461 годах английский граф Кендал (по-французски произносится Кандаль).
Сын Гастона де Фуа, капталя де Бюш (1400—1456) и Маргариты д’Альбре, дочери Арно Аманьё, сеньора д’Альбре.

## Биография
Как и отец, состоял на английской службе. В 1446 году награждён орденом Подвязки и получил титул графа Кендел.
В 1451 году Гастон де Фуа, отец Жана, распродал по частям все свои владения. И после его смерти (1456) сыну не досталось из них ничего.
В битве при Кастильоне 17 июля 1453 года Жан де Фуа попал в плен к французам. По приказу короля Карла VII он содержался в замке Тайльбург под присмотром Оливье де Котиви, сенешаля Гиени. Освобождён 18 января 1460 года, пообещав заплатить Оливье выкуп 23 850 экю, из них фактически заплатил 5850.
Уехал в Англию, и в битве при Нортгемптоне попал в плен (10 июля того же года). Был передан Ричарду Невиллю, графу Уорику, и вместе с ним вернулся во Францию.
В 1461 году новый король Людовик XI заставил Оливье де Котиви списать долг в размере 18 тысяч экю. После этого Жан де Фуа смог выкупить бывшие владения своего отца — капталат де Бюш, графство Бенож и виконтство Кастильон. Он поступил на французскую службу и отказался от ордена Подвязки, но сохранил титул графа Кендал (Кандаль), которым его потомки пользовались до 1714 года.

## Семья
Жан де Фуа в 1446 году женился на Маргарет Кердстон, дочери сэра Томаса Кендерстона и Элизабет де ла Поль, племяннице герцога Суффолка. Известны четверо их детей:
- Гастон де Фуа, граф Кандаль
- Жан де Фуа, граф де Гюркон, де Флеи, де Мейль
- Катерина де Фуа, жена Шарля, графа д’Арманьяк
- Маргарита де Фуа, жена Лодовико II, маркиза Салуццо.